# Flavin

Obecný vzorec flavinů. Základem jsou tři kondenzované cykly isoalloxazinu. R-skupina rozlišuje různé flaviny.

Flaviny (z latinského flavus, česky žlutý) je skupina biologicky aktivních látek, jejichž molekula je odvozena od isoalloxazinu (benzo[g]pteridin-2,4-dionu). To je chemická látka s třemi kondenzovanými cykly, jejímž základem je pteridin.
Flavinový kruh je možné oxidovat (na flavochinony) a zpětně redukovat (na flavohydrochinony), a to někdy přes volný radikál (flavosemichinon). Různé deriváty výchozího isoalloxazinu se vytváří substitucí na 10. uhlíku. Patří k nim zejména riboflavin (vitamín B2) a z něho odvozené kofaktory FAD a FMN. Tyto kofaktory jsou součástí mnohých významných proteinů a enzymů (například flavoproteinů). Flavoproteiny hrají významnou roli v dýchacím řetězci živých organismů.
V roce 1937 obdržel Paul Karrer Nobelovu cenu za svou základní práci o skupině látek flavinů.

## Chemické vlastnosti

### Oxidačně-redukční vlastnosti

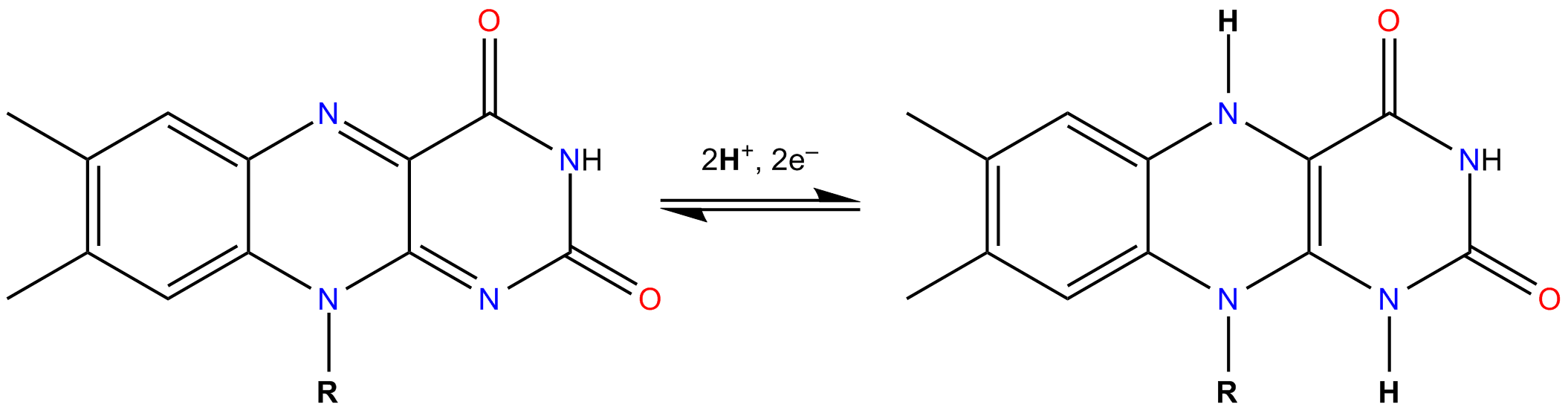
Rovnovážná reakce mezi oxidovaným a redukovaným stavem flavinů

Flaviny jsou rozpustné ve vodě. Jejich barevnost se liší podle jejich stavu, v oxidovaném stavu jsou žlutě zbarvené, v poloredukovaném stavu mají červenou barvu, v neutrálním (semichinonovém) stavu mají modrou barvu a v redukovaném stavu jsou bezbarvé.
Flavinový kruh je možné oxidovat na flavochinony a zpětně redukovat na flavohydrochinony, někdy přes volný radikál flavosemichinon. Vztah oxidované a redukované formy flavinů lze vyjádřit reakcí:
Flox + FlredH2 ⇌ 2 FlsemH•
kde Flox je oxidovaný flavin, FlredH2 redukovaný flavin (přidání dvou atomů vodíku) a FlsemH• semichinonová forma (přidání jednoho atomu vodíku).
Z popsané reakce vyplývá, že flavinova skupina je schopna podstoupit oxidačně-redukční reakce a může přijmout buď jeden elektron ve dvoustupňovém procesu nebo dva elektrony najednou. Redukce se provádí přidáním atomů vodíku ke specifickým atomům dusíku v systému isoalloxazinových kruhů. Flaviny jsou proto obsaženy jako kofaktory v různých typech enzymů katalyzujících redoxní přeměny. Práce z posledních let ukazují, že flaviny jsou perspektivními katalyzátory oxidačně-redukčních reakcí také v umělých systémech.

### Optické vlastnosti
Díky konjugovanému systému dvojných vazeb absorbují flaviny světlo v oblasti okolo 450 nm, což způsobuje jejich intenzivní žluté zbarvení. Snadný přechod flavinů do excitovaného stavu a následné vyzařování světla při přechodu na základní energetickou hladinu je podstatou bioluminiscence. Tyto jejich fotofyzikální vlastnosti hrají důležitou úlohu ve fotoreceptorech a v enzymech vyžadujících pro svou činnost světlo (například v DNA-fotolyazách).

## Příbuzné sloučeniny

### Riboflavin
Strukturu riboflavinu tvoří heterocyklické isoalloxazinové jádro a cukerný alkohol ribitol. Riboflavin (vitamín B2) je žluté přírodní barvivo slabě rozpustné ve vodě. Fluoreskuje, je odolný vůči vysokým teplotám, ale rozkládá se působením světla.

### FMN
FMN (flavinmononukleotid) obsahuje riboflavinovou skupinu a fosfát. Je to protetická skupina, která se od FAD liší nepřítomností adenosinmonofosfátu (AMP). Nachází se mimo jiné v NADH dehydrogenáze nebo nitroreduktáze Escherichia coli.

### FAD
FAD (flavinadenindinukleotid, případně riboflavinadenosindifosfát) obsahuje riboflavin navázaný na adenosindifosfát (ADP). Celá molekula tedy obsahuje riboflavinovou skupinu, dva fosfáty, cukr ribózu a adenin.
FAD je jeho oxidovaná forma, zatímco FADH2 je jeho forma redukovaná. Redukovaná forma vzniká zejména v Krebsově cyklu při dehydrogenaci sukcinátu na fumarát. Je schopen přenášet elektrony a vodíkové atomy z tohoto cyklu do elektronového transportního řetězce (dýchací řetězec), na jehož konci se uskutečňuje syntéza ATP.
FAD je součástí mnoha proteinů - flavoproteinů. Je to skupina vázaná na mnoho enzymů, včetně ferredoxin-NADP+ reduktázy, monoaminooxidázy, D-aminokyselinoxidázy, glukózoxidázy, xanthinoxidázy a acyl CoA dehydrogenázy.

Riboflavin
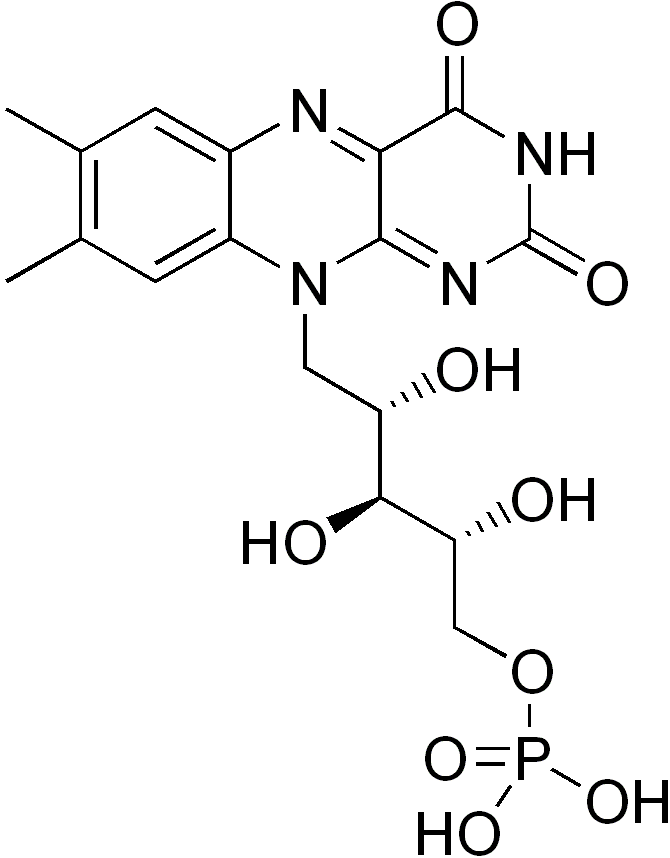
FMN
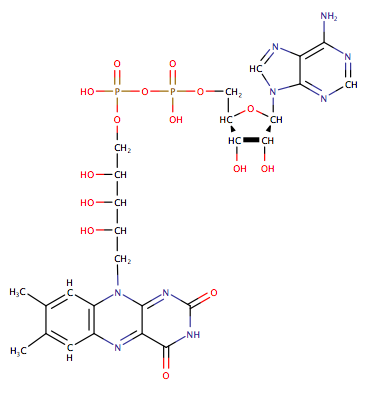
FAD
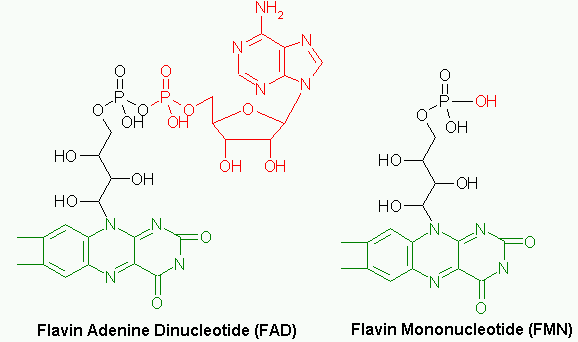
Srovnání FMN a FAD